# Estivada

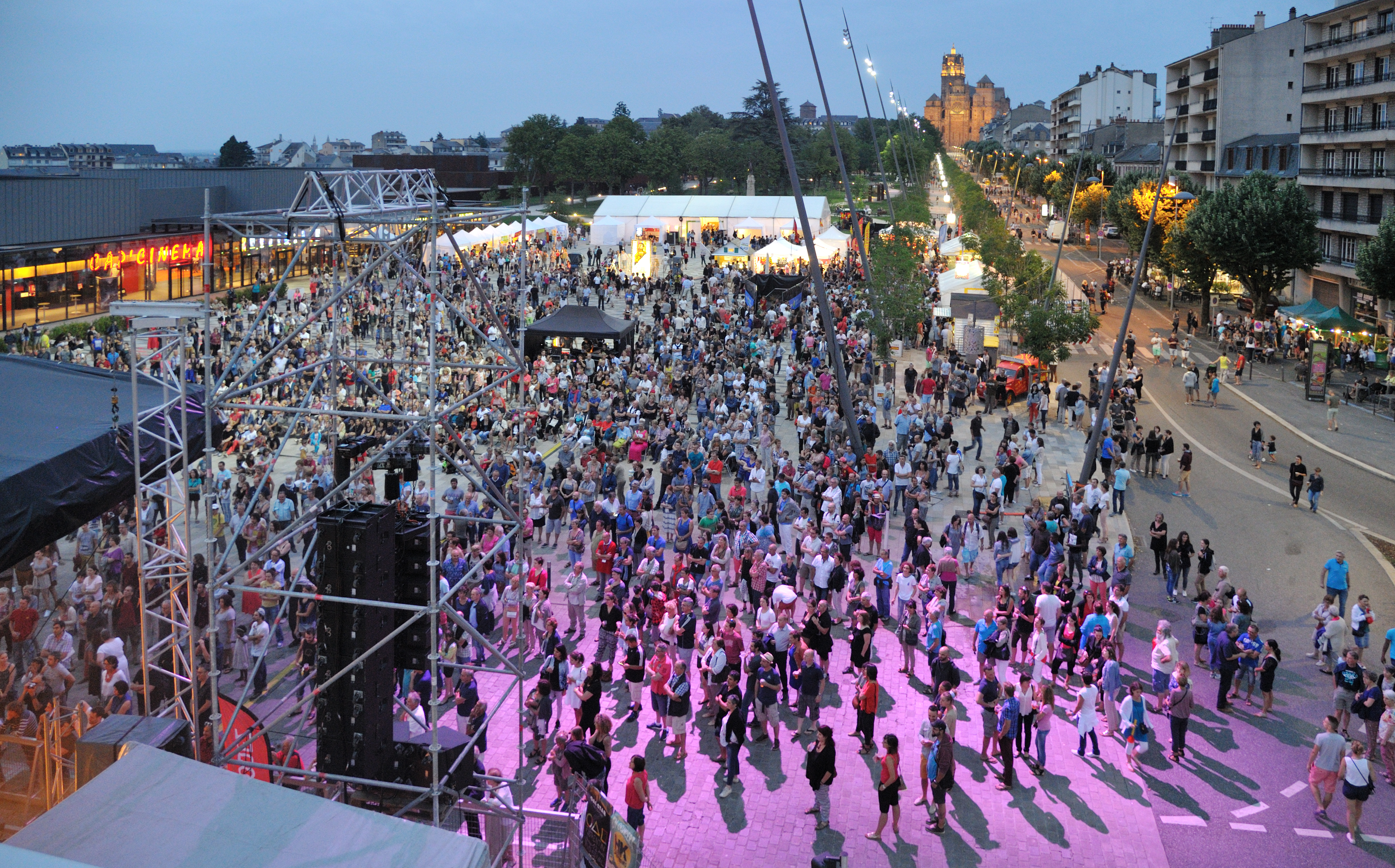
Estivada 2016

Estivada is een jaarlijks cultureel festival georganiseerd in de zomer door de stad Rodez ter promotie van de Occitaanse cultuur. Het is het grootste festival in de Occitaanse taal. Er worden onder andere Occitaanse liederen gezongen en toneelstukken in het Occitaans opgevoerd. 
Het festival werd voor het eerst georganiseerd in 1995 in het Parc du Foirail in Rodez als privé-initiatief. Later verhuisde het festival naar andere locaties in Rodez: het Quartier de Bourran en de Esplanade des Ruthènes in het stadscentrum. Halfweg de jaren 2010 kwam de organisatie in handen van het gemeentebestuur. In 2018 kende het festival 30.000 bezoekers. Tijdens de coronacrisis werd het festival geannuleerd.